# João de Lebre e Lima
João Maria da Silva Lebre e‏ Lima (Porto, 1889 — México, 1959), mais conhecido por João de Lebre e Lima, foi um poeta e publicista ligado ao modernismo português, colaborador de diversos periódicos. Utilizou o pseudónimo João do Rio. Licenciado em direito e diplomata, dedicou-se à literatura, sendo um dos editores e fundadores do periódico Dionysos : revista mensal de philosophia, sciencia e arte.